# Úborsko (przystanek kolejowy)
Úborsko – przystanek kolejowy w Úborsku, w kraju pilzneńskim, w Czechach. Położony jest na wysokości 430 m n.p.m.
Na przystanku nie ma możliwości kupienie biletu, a obsługa podróżnych odbywa się w pociągu. 

## Linie kolejowe
- 185 Horažďovice předměstí - Domažlice